# هوجوفوجین
هوجوفوجین (به ژاپنی: 北条夫人 ほうじょうふじん) یک زن در دوره سنگوکو و همسر اصلی تاکدا کاتسویوری، دختر سومین رهبر خاندان هوجوی اخیر، هوجو اوجی‌یاسو بود. وی خواهر هوجو اوجیماسا، از اهالی ولایت ساگامی بود. او پس از شکست خاندان تاکدا در نبرد تنموکوزان خودکشی کرد.